# Искра, Анатолий Демьянович
Анатолий Демьянович Искра — советский хозяйственный и военный деятель, генерал-майор инженерно-технической службы.

## Биография
Родился в 1913 году в Иловайской. Член ВКП(б).
С 1932 года — на хозяйственной, общественной и политической работе. В 1932—1976 годы — студент Днепропетровского политехникума, Индустриального института (1938), факультета вооружения Артиллерийской академии РККА имени Ф. Э. Дзержинского, участник Великой Отечественной войны, начальник военного представительство в КБ-11 ПГУ при СМ СССР в Арзамасе-16, начальник отдела специальной приёмки Главного управления комплектации Минсредмаша, начальник 1-го управления 12 ГУ МО СССР.
Умер в Москве в 2003 году.

## Признание
- Сталинская премия третьей степени (1953) — за руководство работой по изготовлений серийных и опытных изделий РДС